# Jean François de Billemont
Jan Frans De Billemont (Brussel, 1805 - Schaarbeek, 1901) was een Belgisch politicus.
Hij was lid van de Bestendige Deputatie van de provincie Antwerpen. De Billemont was in de jaren dertig en veertig van de negentiende eeuw actief in de Geelse politiek. Hij was als liberaal politicus een rivaal van de Geelse burgemeester Karel Theodoor Le Bon.
Bij de gemeenteraadsverkiezingen van 1842 kwam De Billemont in Geel als overwinnaar uit de bus. Toch besloot de Belgische regering, onder impuls van koning Leopold I, zijn rivaal Karel Theodoor Le Bon als burgemeester te benoemen. De Billemont legde zich echter niet neer bij een schepenambt. Hierop ontstonden ongeregeldheden in Geel. In de nasleep van deze rellen werd Karel Theodoor Le Bon vermoord door Charles Xhenceval, een geesteszieke die opgenomen was in het krankzinnigengesticht van Geel. De Billemont was in dat gesticht beheerder-directeur. Uiteindelijk betekende de afloop van deze crisis het einde van de politieke carrière van Jan Frans De Billemont.
De Billemont was gehuwd met de Geelse Joanna Barbara Pauli. Het echtpaar schonk bij testament een fortuin voor de oprichting van een burgerlijk rusthuis voor ouderlingen in Geel, de zogenaamde Stichting De Billemont. In Geel werd in de twintigste eeuw een straat naar De Billemont vernoemd, de De Billemontstraat (de vroegere Cauberg), uitgerekend de straat waar vroeger Le Bon woonde.
Jan Frans De Billemont is ook gekend onder de naam Jean-François De Billemont.